# Jevgenij Dementěv
Jevgenij Akeksandrovič Dementěv (rusky: Евге́ний Александрович Деме́нтьев; * 17. ledna 1983, Taožnyj) je bývalý ruský běžec na lyžích. Na olympijských hrách v Turíně v roce 2006 vyhrál závod ve skiatlonu a získal stříbro v závodě na 50 kilometrů. Přitom jeho ztráta na vítězného Itala Giorgia Di Centu činila pouhých 0,8 vteřiny, což je historicky nejmenší rozdíl mezi vítězem a druhým v olympijském závodě na 50 kilometrů. Má též dvě štafetové medaile z mistrovství světa: stříbro (2007) a bronz (2005). Ve světové poháru vyhrál jeden závod a pětkrát stál na stupních vítězů. 25. srpna 2009 oznámil konec své sportovní kariéry, to poté, co Ruská lyžařská federace obdržela dopis od Mezinárodní lyžařské federace s informací o jeho pozitivním testu na doping. Druhý den Dementěv magazínu Skiing odpověděl na otázku, kdo nese vinu za četné dopingové skandály posledních let, těmito slovy:„...- Kdo je vinen? Nechci hledat viníka. Všichni jsou rukojmími toho, co se děje. Jen poznamenám, že my, sportovci, jsme v této válce považováni za vojáky, uspokojujeme něčí ambice a vždy zemřeme jako první...“ Po vypršení trestu se nicméně roku 2012 k lyžování vrátil. Na startu světového poháru stál naposledy 18. prosince 2016.